# Durham Wildcats
I Durham Wildcats sono una società cestistica avente sede a Durham, in Inghilterra.
Dal 2011 militano nella massima divisione del Regno Unito, la British Basketball League.